# Gare de Sermizelles - Vézelay
Gare de Sermizelles - Vézelay vasútállomás Franciaországban, Sermizelles településen.

## Vasútvonalak
Az állomást az alábbi vasútvonalak érintik:
- Cravant - Bazarnes-Dracy-Saint-Loup-vasútvonal

## Kapcsolódó állomások
A vasútállomáshoz az alábbi állomások vannak a legközelebb:
- Gare d’Avallon (Gare d’Avallon)
- Gare de Voutenay (Paris Gare de Bercy)